# Vinto K
Vinto K ist eine Ortschaft im Departamento Potosí im Hochland des südamerikanischen Andenstaates Bolivien.

## Lage im Nahraum
Vinto K liegt in der Provinz Nor Lípez und war bis in die 2000er Jahre zentraler Ort des Kanton Vinto K, das inzwischen jedoch mit dem Kanton Río Grande im Municipio Colcha „K“ verschmolzen ist. Die Ortschaft liegt auf einer Höhe von 3671 m, zehn Kilometer südöstlich des Salzsees Salar de Uyuni.

## Geographie
Vinto K liegt auf dem bolivianischen Altiplano zwischen den Anden-Gebirgsketten der Cordillera Occidental im Westen und der Cordillera de Lípez im Südosten. Das Klima der Region ist semiarid und ein typisches Tageszeitenklima, bei dem die Schwankung der mittleren Temperaturen im Tagesverlauf deutlicher ausfällt als im Ablauf der Jahreszeiten.
Die Jahresdurchschnittstemperatur der Region liegt bei etwa 9 °C, der Jahresniederschlag beträgt knapp 150 mm (siehe Klimadiagramm Uyuni). Die Monatsdurchschnittstemperaturen schwanken nur unwesentlich zwischen 5 °C im Juni/Juli und gut 11 °C von November bis März. Nennenswerte Monatsniederschläge von 20 bis 45 mm sind nur in den Monaten Dezember bis März zu verzeichnen, der Rest des Jahres ist nahezu niederschlagsfrei.
Gemäß der Klimaklassifikation von Köppen-Geiger ist das Klima von Vinto K trocken und kalt (Cwb-Klima).

## Verkehrsnetz
Vinto K liegt in einer Entfernung von 246 Straßenkilometern südwestlich von Potosí, der Hauptstadt des gleichnamigen Departamentos.
Von Potosí führt die asphaltierte Nationalstraße Ruta 5 in südwestlicher Richtung 198 Kilometer bis Uyuni, von dort führt die teilweise unbefestigte Ruta 701 nach Südwesten und erreicht nach achtzehn Kilometern die Brücke über den Río Colorado. Von dort führt die Straße weitere achtzehn Kilometer nach Südwesten, dann zweigt eine Nebenstraße nach Nordwesten in das zwölf Kilometer entfernte Vinto K ab.
Vinto K hat einen Bahnhof an der Bahnstrecke Antofagasta–La Paz. Personenverkehr findet hier nicht mehr statt.

## Bevölkerung
Die Einwohnerzahl der Ortschaft ist in dem Jahrzehnt zwischen den beiden letzten Volkszählungen auf mehr als das Doppelte angestiegen:
| Jahr | Einwohner         | Quelle       |
| ---- | ----------------- | ------------ |
| 1992 | keine Detaildaten | Volkszählung |
| 2001 | 161               | Volkszählung |
| 2012 | 414               | Volkszählung |
| 2024 |                   | Volkszählung |

Die Region weist einen hohen Anteil an Quechua-Bevölkerung auf, im Municipio Colcha „K“ sprechen 87,3 Prozent der Bevölkerung Quechua.